# Bide Arm (plaats)
Bide Arm is een dorp in de Canadese provincie Newfoundland en Labrador. Het kustdorp ligt in het noorden van Newfoundland en maakt deel uit van de gemeente Roddickton-Bide Arm.

## Geschiedenis
Het dorp Bide Arm werd gesticht in het jaar 1969. Het 25 km zuidelijker gelegen dorp Hooping Harbour werd datzelfde jaar immers in zijn volledigheid hervestigd en maar liefst 186 van de 215 inwoners besloten zich te vestigen op de locatie ten zuiden van Roddickton. De meeste huizen en andere gebouwen werden op grote vlotten via het water van Hooping Harbour naar Bide Arm verhuisd. Nog datzelfde jaar werd er in het nieuwe dorp een visverwerkingsfabriek gebouwd.
In 1970 werd Bide Arm reeds officieel een gemeente met de status van local government community (LGC). In 1980 werden LGC's op basis van de Municipalities Act als bestuursvorm afgeschaft. De gemeente werd daarop automatisch een community om een aantal jaren later uiteindelijk een town te worden.
Op 1 januari 2009 fuseerde Bide Arm met het grotere buurdorp Roddickton om zo de nieuwe gemeente Roddickton-Bide Arm te vormen.

## Geografie
Bide Arm ligt aan de oostkust van het Great Northern Peninsula, het meest noordelijke schiereiland van Newfoundland. Het vissersdorp is gevestigd aan het noordelijke uiteinde van de Bide Arm, een relatief smalle zeearm die 9 km ver landinwaarts reikt.
De dorpskern van Bide Arm ligt zo'n 700 meter verwijderd van provinciale route 433, de enige toegangsweg tot het dorp. Het ligt pal tussen de plaatsen Roddickton (5 km naar het noorden toe) en Englee (9,5 km naar het zuiden toe).
Het dorp ligt te midden van een dunbevolkt en dichtbebost gebied dat een groot aantal kleine meertjes telt. Daaronder de First Clay Cove Pond, die net buiten de dorpskern ligt.

## Demografie
Bide Arm kende de laatste jaren, net zoals de meeste afgelegen plaatsen op Newfoundland, een demografische terugval. Tussen 1991 en 2021 daalde de bevolkingsomvang er van 325 naar 143. Dat komt neer op een daling van 182 inwoners (-56,0%) in 30 jaar tijd.
| Demografische ontwikkeling van Bide Arm tussen 1971 en 2021                |
| -------------------------------------------------------------------------- |
|                                                                            |
| Bron: Statistics Canada (1971–1986, 1991–1996, 2001–2006, 2011–2016, 2021) |